# Jovem Pan FM Serra Gaúcha
Jovem Pan FM Serra Gaúcha é uma emissora de rádio brasileira sediada em Farroupilha, cidade do estado do Rio Grande do Sul. Opera no dial FM, na frequência 92.5 MHz, e é afiliada à Jovem Pan FM. Pertence ao Grupo RSCOM, que também é responsável pela Jovem Pan FM Grande Porto Alegre de Montenegro.

## História
A emissora foi inaugurada como Serrana FM em 26 de dezembro de 1980 e tinha como foco o público jovem. Por muito tempo, a emissora foi palco para divulgação de diversas bandas de rock nacionais e locais. Nos anos 2000 passou a se chamar SP3 FM e teve suas atividades encerradas em 8 de junho de 2009, após o grupo decidir unir a programação da 92.5 FM com a então Rádio Viva News, que operava em AM 890 kHz. O projeto ficou no ar até 2013, quando o grupo cria a Rádio Oi FM, emissora de programação eclética. O grupo sofreu uma ação na justiça por conta do uso do nome Oi, que estava sendo usado pela operadora de mesmo nome na Oi FM.
Em 24 de outubro de 2016, a Rádio Oi inaugurou um estúdio no Shopping San Pelegrino, localizado em Caxias do Sul, passando a produzir parte de sua programação a partir do novo espaço. Em fevereiro de 2017, foi anunciado que a emissora deixaria o dial para dar espaço para a Jovem Pan FM. Por conta da mudança, a Rádio Oi passou alinhar sua grade com o estilo da nova rede.
A Jovem Pan FM Serra Gaúcha entrou no ar oficialmente em 14 de março de 2017. No dia anterior, o Grupo RSCOM promoveu um café da manhã, em Bento Gonçalves, e um almoço, em Caxias do Sul, para apresentar a nova programação a convidados e agências de publicidade da região. A estreia da emissora ocorreu 3 meses após a Rádio Viva FM de Montenegro se afiliar à Jovem Pan FM.